# Julie Mollinger
Julie Mollinger (ur. 27 września 1990 w Paryżu we Francja) – francuska siatkarka, grająca jako przyjmująca. Obecnie występuje w drużynie Vandœuvre Nancy Volley-Ball.

## Kluby
| Klub                        | Kraj    | Od        | Do        |
| USSP Albi Volley-Ball       | Francja | 2008–2009 | 2008–2009 |
| Vandœuvre Nancy Volley-Ball | Francja | 2009–2010 | 2009–2010 |
| Evreux VB                   | Francja | 2010–2011 | 2010–2011 |
| Vandœuvre Nancy Volley-Ball | Francja | 2011–2012 |           |